# Masters de Madrid 2021
El Mutua Madrid Open 2021 fue un torneo de tenis ATP Tour Masters 1000 en su rama masculina y WTA 1000 en la femenina se disputó en la Caja Mágica de Madrid (España). Fue el segundo  Masters 1000 en polvo de ladrillo para el ATP Tour y el primer WTA 1000 en polvo de ladrillo de la temporada para el WTA Tour. Se celebró del 27 de abril al 9 de mayo de 2021.
La edición de 2020 fue cancelada en ambos tours debido a un rebrote de casos de coronavirus en España.

## Puntos y premios en efectivo

### Distribución de puntos
| Evento                  | G    | F   | SF  | CF  | R16 | R32 | R64 | C  | C2 | C1 |
| Individuales masculinos | 1000 | 600 | 360 | 180 | 90  | 45  | 10  | 25 | 16 | 0  |
| Dobles masculinos       | 1000 | 600 | 360 | 180 | 90  | 0   | —   | —  | —  | —  |
| Individuales femeninos  | 1000 | 650 | 390 | 215 | 120 | 65  | 10  | 30 | 20 | 2  |
| Dobles femeninos        | 1000 | 650 | 390 | 215 | 120 | 10  | —   | —  | —  | —  |

### Premios en efectivo
| Evento                  | G           | F         | SF        | CF        | R16      | R32      | R64      | C2     | C1     |
| Individuales masculinos | 1 202 520 € | 608 700 € | 312 215 € | 160 920 € | 80 620 € | 42 220 € | 23 790 € | 9105 € | 4550 € |
| Individuales femeninos  | 1 202 520 € | 608 700 € | 312 215 € | 160 920 € | 80 620 € | 42 220 € | 19 805 € | 6265 € | 3250 € |
| Dobles masculinos       | 357 540 €   | 174 490 € | 87 460 €  | 44 560 €  | 23 510 € | 12 580 € | —        | —      | —      |
| Dobles femeninos        | 357 540 €   | 174 485 € | 87 460 €  | 44 560 €  | 23 510 € | 13 650 € | —        | —      | —      |

## Cabezas de serie
A partir de la nueva actualización del ranking ATP, se defenderán solamente el 50% de los puntos conseguidos entre el 4 de marzo y el 5 de agosto de la temporada 2019.

### Individuales masculino
| N.º | Rank. | Tenista               | Puntos | Puntos por defender | Puntos ganados | Nuevos puntos | Ronda hasta la que avanzó en el torneo              |
| 1   | 2     | Rafael Nadal          | 9810   | 180                 | 180            | 9810          | Cuartos de final, perdió ante Alexander Zverev [5]  |
| 2   | 3     | Daniil Medvédev       | 9700   | 10                  | 90             | 9780          | Tercera ronda, perdió ante Christian Garín [16]     |
| 3   | 4     | Dominic Thiem         | 8365   | 360                 | 360            | 8365          | Semifinales, perdió ante Alexander Zverev [5]       |
| 4   | 5     | Stefanos Tsitsipas    | 7910   | 300                 | 90             | 7700          | Tercera ronda, perdió ante Casper Ruud              |
| 5   | 6     | Alexander Zverev      | 6125   | 180                 | 1000           | 6945          | Campeón, venció a Matteo Berrettini [8]             |
| 6   | 7     | Andrey Rublev         | 6000   | 0                   | 90             | 6090          | Tercera ronda, perdió ante John Isner               |
| 7   | 9     | Diego Schwartzman     | 3765   | 22                  | 45             | 3788          | Segunda ronda, perdió ante Aslán Karatsev           |
| 8   | 10    | Matteo Berrettini     | 3493   | 10                  | 600            | 4083          | Final, perdió ante Alexander Zverev [5]             |
| 9   | 11    | Roberto Bautista      | 3090   | 5                   | 45             | 3130          | Segunda ronda, perdió ante John Isner               |
| 10  | 12    | Pablo Carreño         | 3015   | 10                  | 10             | 3015          | Primera ronda, perdió ante Federico Delbonis [Q]    |
| 11  | 14    | Denis Shapovalov      | 2820   | 5                   | 45             | 2855          | Segunda ronda, perdió ante Aleksandr Búblik         |
| 12  | 16    | Hubert Hurkacz        | 2600   | 57                  | 10             | 2553          | Primera ronda, perdió ante John Millman             |
| 13  | 17    | Grigor Dimitrov       | 2576   | 10                  | 10             | 2576          | Primera ronda, perdió ante Lloyd Harris             |
| 14  | 18    | Jannik Sinner         | 2524   | 0                   | 45             | 2569          | Segunda ronda, perdió ante Alexei Popyrin [Q]       |
| 15  | 20    | Félix Auger-Aliassime | 2418   | 22                  | 10             | 2406          | Primera ronda, perdió ante Casper Ruud              |
| 16  | 25    | Christian Garín       | 2215   | 0                   | 180            | 2395          | Cuartos de final, perdió ante Matteo Berrettini [8] |

#### Bajas masculinas
| Rank. | Tenista        | Puntos antes | Puntos por defender | Puntos ganados | Puntos después | Motivo                    |
| ----- | -------------- | ------------ | ------------------- | -------------- | -------------- | ------------------------- |
| 1     | Novak Djokovic | 11 963       | 500                 | 0              | 11 463         | Descanso.                 |
| 8     | Roger Federer  | 5875         | 90                  | 0              | 5785           | Motivos personales.       |
| 13    | David Goffin   | 2748         | 5                   | 0              | 2743           | Lesión en el aductor.     |
| 15    | Gaël Monfils   | 2748         | 45                  | 0              | 2703           | Lesión en la pantorrilla. |

### Dobles masculino
| Tenista                             | Ranking | Preclasificada |
| Juan Sebastián Cabal Robert Farah   | 5       | 1              |
| Nikola Mektić Mate Pavić            | 5       | 2              |
| Marcel Granollers Horacio Zeballos  | 17      | 3              |
| Ivan Dodig Filip Polášek            | 17      | 4              |
| Rajeev Ram Joe Salisbury            | 23      | 5              |
| Pierre-Hugues Herbert Nicolas Mahut | 26      | 6              |
| Wesley Koolhof Łukasz Kubot         | 29      | 7              |
| Jamie Murray Bruno Soares           | 30      | 8              |

### Individual femenino
- Ranking del 26 de abril de 2021.[7]

| N.º | Rank. | Tenista           | Puntos | Puntos por defender | Puntos ganados | Nuevos puntos | Ronda hasta la que avanzó en el torneo               |
| 1   | 1     | Ashleigh Barty    | 9655   | 215                 | 650            | 10090         | Final, perdió ante Aryna Sabalenka [5]               |
| 2   | 2     | Naomi Osaka       | 7800   | 215                 | 65             | 7650          | Segunda ronda, perdió ante Karolína Muchová          |
| 3   | 3     | Simona Halep      | 7050   | 650                 | 120            | 6520          | Tercera ronda, perdió ante Elise Mertens [13]        |
| 4   | 5     | Elina Svitólina   | 5835   | 10                  | 10             | 5835          | Primera ronda, perdió ante Jil Teichmann             |
| 5   | 7     | Aryna Sabalenka   | 5205   | 10                  | 1000           | 6195          | Campeona, venció a Ashleigh Barty [1]                |
| 6   | 9     | Karolína Plíšková | 4660   | 65                  | 65             | 4660          | Segunda ronda, perdió ante Anastasia Pavlyuchenkova  |
| 7   | 11    | Kiki Bertens      | 4405   | 1000                | 65             | 3470          | Segunda ronda, perdió ante Veronika Kudermétova      |
| 8   | 12    | Belinda Bencic    | 4315   | 390                 | 215            | 4140          | Cuartos de final, perdió ante Paula Badosa [WC]      |
| 9   | 10    | Petra Kvitová     | 4160   | 215                 | 215            | 4160          | Cuartos de final, perdió ante Ashleigh Barty [1]     |
| 10  | 13    | Garbiñe Muguruza  | 4120   | 10                  | 0              | 4110          | Baja por lesión antes de la primera ronda.           |
| 11  | 14    | Jennifer Brady    | 3765   | 55                  | 120            | 3830          | Tercera ronda, perdió ante Anastasia Pavlyuchenkova  |
| 12  | 15    | Victoria Azárenka | 3526   | 65                  | 65             | 3526          | Segunda ronda, se retiró ante Jessica Pegula         |
| 13  | 17    | Elise Mertens     | 3480   | 10                  | 215            | 3685          | Cuartos de final, se retiró ante Aryna Sabalenka [5] |
| 14  | 16    | Iga Świątek       | 3453   | 18                  | 120            | 3555          | Tercera ronda, perdió ante Ashleigh Barty [1]        |
| 15  | 18    | Johanna Konta     | 3236   | 65                  | 65             | 3236          | Segunda ronda, perdió ante Anastasija Sevastova [Q]  |
| 16  | 19    | María Sákkari     | 3020   | 10                  | 120            | 3130          | Tercera ronda, perdió ante Karolína Muchová          |

#### Bajas femeninas
| Rank. | Tenista          | Puntos antes | Puntos por defender | Puntos ganados | Puntos después | Motivo                                  |
| ----- | ---------------- | ------------ | ------------------- | -------------- | -------------- | --------------------------------------- |
| 4     | Sofia Kenin      | 5915         | 10                  | 0              | 5905           |                                         |
| 6     | Bianca Andreescu | 5265         | 0                   | 0              | 5265           | Test positivo de COVID-19.              |
| 8     | Serena Williams  | 4850         | 0                   | 0              | 4850           |                                         |
| 13    | Garbiñe Muguruza | 4120         | 10                  | 0              | 4110           | Lesión muscular en la pierna izquierda. |

### Dobles femenino
| Tenista                               | Ranking | Preclasificada |
| Su-Wei Hsieh Elise Mertens            | 6       | 1              |
| Barbora Krejčíková Kateřina Siniaková | 15      | 2              |
| Gabriela Dabrowski Demi Schuurs       | 23      | 3              |
| Shuko Aoyama Ena Shibahara            | 26      | 4              |
| Alexa Guarachi Desirae Krawczyk       | 34      | 5              |
| Hao-Ching Chan Yung-Jan Chan          | 42      | 6              |
| Yifan Xu Shuai Zhang                  | 47      | 7              |
| Hayley Carter Luisa Stefani           | 53      | 8              |

## Campeones

### Individual masculino
Alexander Zverev venció a  Matteo Berrettini por 6-7(8-10), 6-4, 6-3

### Individual femenino
Aryna Sabalenka venció a  Ashleigh Barty por 6-0, 3-6, 6-4

### Dobles masculino
Marcel Granollers /  Horacio Zeballos vencieron a  Nikola Mektić /  Mate Pavić por 1-6, 6-3, [10-8]

### Dobles femenino
Barbora Krejčíková /  Kateřina Siniaková vencieron a  Gabriela Dabrowski /  Demi Schuurs por 6-4, 6-3